# Ceromya hirticeps
Ceromya hirticeps là một loài ruồi trong họ Tachinidae.